# (10131) Stånga
(10131) Stånga – planetoida z pasa głównego asteroid okrążająca Słońce w ciągu 3 lat i 179 dni w średniej odległości 2,30 j.a. Została odkryta 21 marca 1993 roku w Europejskim Obserwatorium Południowym w programie UESAC. Nazwa planetoidy pochodzi od Stångi, miejsca rozgrywania miejscowych gier na Gotlandii od 1924 roku. Przed nadaniem nazwy planetoida nosiła oznaczenie tymczasowe (10131) 1993 FP73.